# Louis Pfenninger

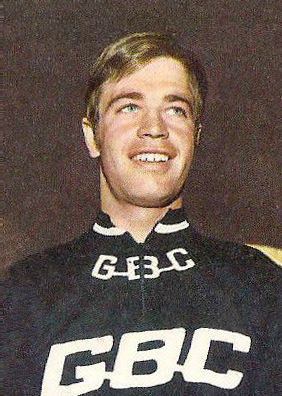
Louis Pfenninger (1970)

Louis Pfenninger (* 1. November 1944 in Bülach) ist ein ehemaliger Schweizer Profi-Radsportler.

## Leben
Pfenninger machte eine Lehre als Buchdrucker. 1969 lernte er an einem Sechstagerennen im Zürcher Hallenstadion seine Frau Liliane kennen. Zusammen hatten sie einen Sohn Louis-Patrick, der 1991 17-jährig bei einem Mofa-Unfall starb, und adoptierten die Tochter Manuela. Nach seiner Radsportkarriere eröffnete Pfenninger 1975 zusammen mit einem Partner ein Sport-Fachgeschäft in Dübendorf und übernahm später mit seiner Frau einen Nachtclub in St. Gallen. 2004 wanderten Louis und Liliane Pfenninger nach Dénia an der Costa Blanca in Spanien aus.

## Sportliche Laufbahn
Louis Pfenninger kam 1961 zum Radsport und qualifizierte sich 1963 für die damalige A-Klasse der Amateure in der Schweiz. Pfenninger startete für den Verein RV Höngg. Er war Teilnehmer der Olympischen Sommerspiele in Tokio. Im olympischen Straßenrennen kam er auf den 39. Platz.
Er begann seine Profi-Karriere mit 20 Jahren bei dem schweizerischen Team Filotex. Seinen ersten grossen Erfolg konnte er 1968 beim Sechstagerennen in Montreal im Duo mit seinem Namensvetter Fritz Pfenninger feiern. Im selben Jahr schaffte er es, die Tour de Suisse für sich zu entscheiden. 1970 wurde er Schweizer Meister im Einzelzeitfahren und ein Jahr später im Strassenrennen. Ebenfalls gewann er 1971 zusammen mit Klaus Bugdahl und Dieter Kemper das Sechstagerennen in Zürich. Pfenninger siegte 1972 erneut bei der Tour de Suisse mit einem Vorsprung von 21 Sekunden auf Roger Pingeon. Da er insgesamt elfmal bei der Tour de Suisse antrat (und sie zehnmal beendete), wurde er auch Monsieur Tour de Suisse genannt. 1975 beendete er seine Karriere.

## Erfolge
1968
- Sechstagerennen Montreal, Kanada
- Gesamtwertung Tour de Suisse

1969
- Berner Rundfahrt

1970
- Schweizer Meister im Einzelzeitfahren

1971
- Steimaur, Cyclocross
- zwei Etappen Tour de Suisse
- Sechstagerennen Zürich
- Schweizer Meister im Strassenrennen

1972
- Gesamtwertung Tour de Suisse